# Metynnis luna
A Metynnis luna a sugarasúszójú halak (Actinopterygii) osztályának pontylazacalakúak (Characiformes) rendjébe, ezen belül a pontylazacfélék (Characidae) családjába tartozó faj.

## Előfordulása
A Metynnis luna előfordulási területe a dél-amerikai Amazonas-medencében van.

## Megjelenése
Ez a hal legfeljebb 8,4 centiméter hosszú.

## Életmódja
Trópusi és édesvízi hal, amely főleg a nyíltabb vizeket kedveli. A tápláléka kizárólag fitoplanktonokból áll.